# Camponotus picipes
Camponotus picipes é uma espécie de inseto do gênero Camponotus, pertencente à família Formicidae.